# Cassoulet

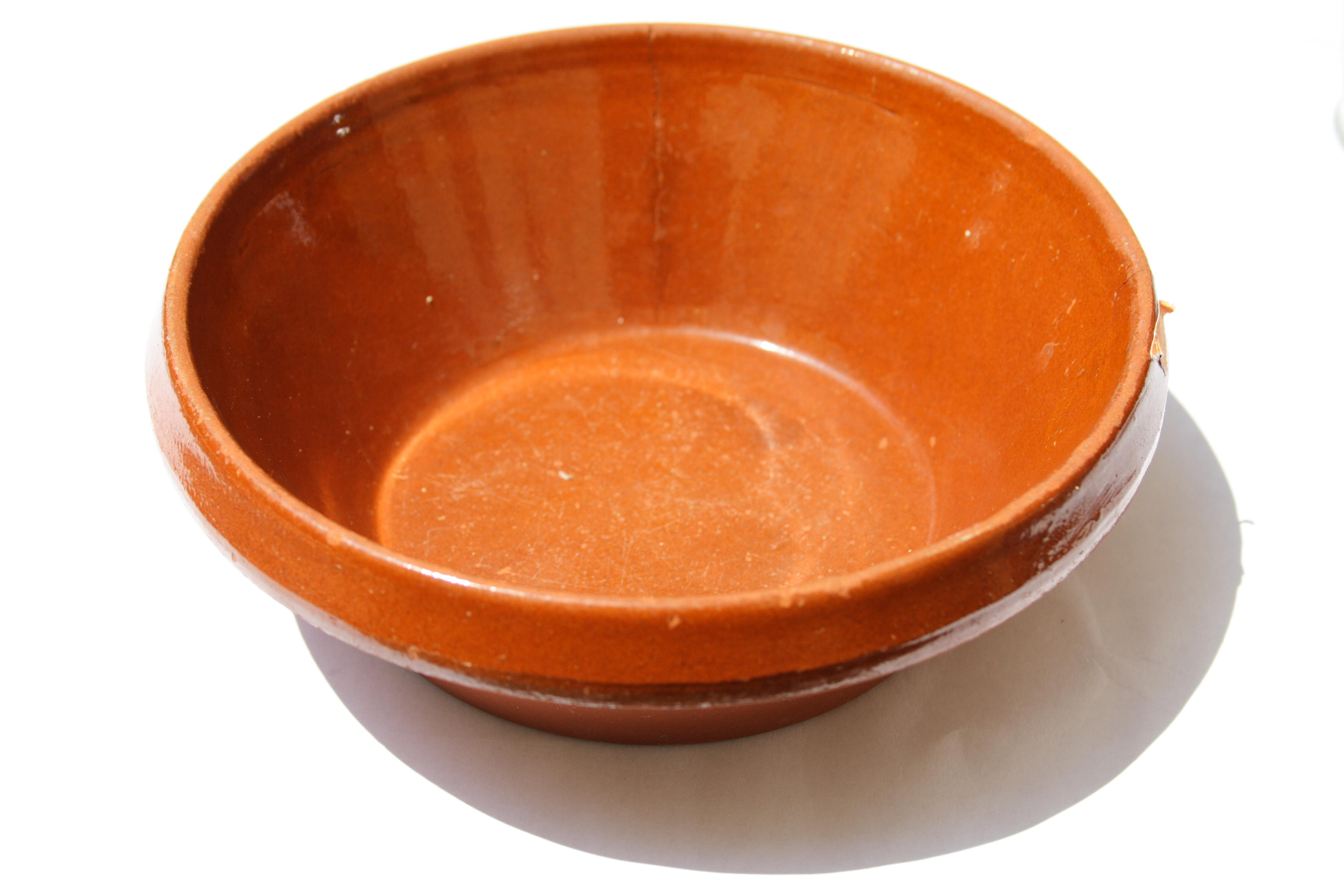
Casserole

Cassoulet (din occitană caçolet) este o specialitate regională din Languedoc, pe bază de fasole uscată, de obicei albă, și carne. La origine era pe bază de bob. Numele de cassoulet vine de la recipientul de lut ars, emailat în interior (casserole), fabricat în Issel, în care este gătit.
Conform tradiției, mâncarea este asociată cu provincia Languedoc; ea își are originea în Castelnaudary și este deosebit de populară în orașele învecinate Toulouse și Carcassonne. Organizația La Grande Confrérie du Cassoulet de Castelnaudary organizează, începând din 1999, competiții și sărbători anuale în cinstea cassouletului.